# Chloroform
Chloroform, hay còn gọi là trichloromethan và methyl trichloride, và một hợp chất hoá học thuộc nhóm trihalomethan có công thức CHCl3. Nó không cháy trong không khí, trừ khi tạo thành hỗn hợp với các chất dễ bắt cháy hơn. Người ta sử dụng chloroform làm chất phản ứng và dung môi. Chloroform còn là một chất độc với môi trường.

## Lịch sử
Tháng 7 năm 1831, nhà vật lý người Mỹ Samuel Guthrie và vài tháng sau đến lượt các nhà hoá học người Pháp Eugène Soubeiran và người Đức Justus von Liebig đã độc lập tìm ra chloroform. Cả ba đều tìm thấy chloroform qua phản ứng haloform. Soubeiran cho bột tẩy chlor (calci hypochlorit) tác dụng với aceton (2-propanon) cũng như với ethanol để điều chế chloroform. Năm 1834, Jean-Baptiste Dumas đã đặt tên và khảo sát hóa học chloroform.
Năm 1847, bác sĩ sản khoa James Young Simpson ở Edinburgh lần đầu sử dụng chloroform là chất gây mê chính cho quá trình đỡ đẻ. Sau đó người ta sử dụng chloroform cho phẫu thuật trên toàn châu Âu. Đầu thế kỷ 20, tại Hoa Kỳ, chloroform thay thế ether làm chất gây mê. Tuy nhiên, người ta nhanh chóng cấm sử dụng vì tính độc của nó, đặc biệt là khả năng gây ra chứng loạn nhịp tim chết người.

## Điều chế
Trong công nghiệp, người ta điều chế chloroform bằng đốt nóng hỗn hợp chlor và chloromethan hay methan. Ở nhiệt độ 400-500 °C, phản ứng halogen hóa gốc tự do diễn ra, chuyển methan hay chloromethan dần dần thành các hợp chất chlor hóa.
CH4 + Cl2 → CH3Cl + HCl
CH3Cl + Cl2 → CH2Cl2 + HCl
CH2Cl2 + Cl2 → CHCl3 + HCl
Tiếp tục phản ứng chlor hóa, chloroform chuyển thành CCl4:
CHCl3 + Cl2 → CCl4 + HCl
Hỗn hợp sản phẩm sau phản ứng gồm 4 chất: chloromethan, dichloromethan, chloroform (trichloromethan), và cacbon tetrachloride, chúng tách ra qua quá trình chưng cất.

## Ứng dụng
Ngày nay chloroform sử dụng chủ yếu để tổng hợp chất làm lạnh R-22 cho máy điều hòa không khí. Tuy nhiên, vì R-22 gây ra sự suy giảm ozon nên chloroform gần như ít sử dụng cho mục đích này.

#### Gây mê
Từ giữa thế kỷ 18, chloroform chủ yếu sử dụng làm chất gây mê. Hơi chloroform ảnh hưởng đến hệ thần kinh trung ương của người bệnh, gây ra chóng mặt, mỏi mệt và ngất, cho phép bác sĩ phẫu thuật.

#### Làm dung môi
Chloroform là một dung môi phổ biến vì nó khá trơ, trộn hợp với hầu hết các chất lỏng hữu cơ, và dễ bay hơi. Trong công nghiệp dược phẩm, người ta sử dụng chloroform làm dung môi để sản xuất thuốc nhuộm. Chloroform chứa deuteri (hydro nặng), CDCl3, là dung môi phổ biến cho phương pháp đo phổ cộng hưởng từ hạt nhân.